# Борисоглебское (аэродром)
Аэродром «Борисоглебское» — аэродром экспериментальной авиации, предназначенный для проведения опытно-конструкторских, экспериментальных работ, испытаний авиационной продукции КАЗ им. С. П. Горбунова и его транспортного обеспечения. Используется также военной авиацией. Расположен в северо-восточной части города Казани, в непосредственной близости от городского посёлка Борисоглебское. Разговорное название — «Аэродром КАПО».
Аэродром внеклассовый, способен принимать любые типы современных самолётов, в том числе такие самолеты как Ту-160 «Белый лебедь» и Ан-124 «Руслан».

## Историческая справка
Аэродром «Борисоглебское» был построен вместе с «Заводом № 124 имени Серго Орджоникидзе (ныне КАЗ им. С. П. Горбунова, чуть ранее — КАПО им С. П. Горбунова)» в середине 1930-х годов.
С 1941 по 1945 годы для отправки на фронт самолётов Пе-2 и ТБ-7 на аэродроме был расквартирован 221-й отдельный перегонный полк ВВС РККА.
В 1950—1960 годы в связи с развитием реактивной авиации, была построена новая ВПП для взлета/посадки таких самолетов как Ту-22м, Ил-62, Ил-76 и прочих тяжелых летательных аппаратов, эксплуатируемых в те годы. С тех пор длина ВПП составляет 3200 метров, а ширина 100 метров. ВПП 30-50-х годов, которая примыкает справа к новой ВПП, в настоящий момент застроена хозяйственными постройками и наполовину заросла деревьями и кустарниками.
Хотя пассажирские перевозки через данный аэродром не осуществляются, аэродром иногда принимает литерные рейсы пассажирских самолетов Министерства обороны России и специального летного отряда «Россия».

## Зоны посадки
Аэродром имеет курсы взлета и посадки 112/292.

### Северо-западная зона посадки
Северо-западная зона посадки пролегает через участок федеральной трассы М7, а также над жилым поселком Сухая река, жилые дома и улицы которого непосредственно прилегают к краю ВПП.

### Юго-восточная зона посадки
Юго-восточная зона посадки пролегает над поселками Константиновка, Царицинский бугор, Карьер, после которого зона посадки пересекает железнодорожную ветку Северного внутригородского пути Казанского отделения Горьковской железной дороги, далее над поселком Станция Дербышки, а также над дачной зоной поселка Малые Дербышки, по окончании которой пересекает русло реки Казанка.

## Иные факты

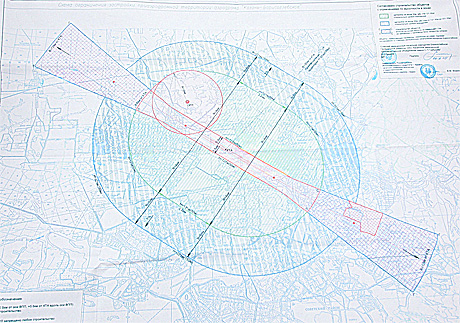
Зона ограничения застройки вблизи аэродрома «Борисоглебское»

- Во время строительства завода и аэродрома данные объекты находились далеко за чертой города Казани. Однако в последующие годы территория завода и аэродрома вошли в состав Казани[1]. В связи с этим между КАПО им. Горбунова, Прокуратурой Республики Татарстан, ВВС России и коммерческими структурами возникают конфликтные ситуации относительно застройки и ведения предпринимательской деятельности, а также безопасности полётов и уровня шума в зонах посадки аэродрома и испытательных облётов вновь произведённых или отремонтированных самолётов[2][3][4][5][6][7][8].
- Во время проведения в Казани XXVII Всемирной летней универсиады и матчей Чемпионата Мира по Футболу 2018 года, на аэродроме Борисоглебское базировались авиационные группы из нескольких МиГ-29, Ми-8 и Ми-24[9][10][11] .
- С 2013 года на территории аэродрома «Борисоглебское» в августе проводится авиашоу, посвященное Дню авиации. 09 августа 2014 года авиашоу было совмещено с традиционным мероприятием «Я выбираю небо». В демонстрационных полетах приняли участие Ту-95, Ту-160, Ту-214Р, Бе-200, Ми-8,Ан-2, L-39[12].